# Yezoceryx punctatus
Yezoceryx punctatus là một loài tò vò trong họ Ichneumonidae.